# Ruský Hrabovec
Ruský Hrabovec este o comună slovacă, aflată în districtul Sobrance din regiunea Košice, pe malul râului Q12776734⁠(d). Localitatea se află la altitudinea de 274 m deasupra n.m., se întinde pe o suprafață de 16,82 km2 și în 2017 număra 303 locuitori. Se învecinează cu Dúbrava, Snina, Zavosîno, Inovce, Podhoroď, Ruská Bystrá și Hrabová Roztoka, Snina.

## Istoric
Localitatea Ruský Hrabovec este atestată documentar din 1567.

## Demografie
| An:                | 1994 | 2004   | 2014    | 2024    |
| ------------------ | ---- | ------ | ------- | ------- |
| Număr de persoane: | 373  | 362    | 318     | 277     |
| Diferență:         |      | −2,94% | −12,15% | −12,89% |

| An:                | 2023 | 2024   |
| ------------------ | ---- | ------ |
| Număr de persoane: | 284  | 277    |
| Diferență:         |      | −2,46% |